# ISO 3166-2:GL
ISO 3166-2:GL – kody ISO 3166-2 dla podjednostek administracyjnych Grenlandii.
Kody ISO 3166-2 to część standardu ISO 3166 publikowanego przez Międzynarodową Organizację Normalizacyjną. Kody te są przypisywane głównym jednostkom podziału administracyjnego, takim jak np. województwa czy stany, każdego kraju posiadającego kod w standardzie ISO 3166-1.
Aktualnie (2017) dla Grenlandii zdefiniowano kody dla 4 gmin.
Pierwsza część oznaczenia to kod Grenlandii zgodnie z ISO 3166-1, natomiast druga część oznaczenia znajdująca się po myślniku to dwuliterowy kod jednostki administracyjnej.

## Kody ISO
| Kod ISO | Nazwa jednostki administracyjnej | Nazwa jednostki administracyjnej w języku grenlandzkim | Rodzaj jednostki administracyjnej |
| ------- | -------------------------------- | ------------------------------------------------------ | --------------------------------- |
| GL-KU   | Kujalleq                         | Kommune Kujalleq                                       | gmina                             |
| GL-QA   | Qaasuitsup                       | Qaasuitsup Kommunia                                    | gmina                             |
| GL-QE   | Qeqqata                          | Qeqqata Kommunia                                       | gmina                             |
| GL-SM   | Sermersooq                       | Kommuneqarfik Sermersooq                               | gmina                             |